# Наббург
Наббург (нім. Nabburg) — місто в Німеччині, розташоване в землі Баварія. Підпорядковується адміністративному округу Верхній Пфальц. Входить до складу району Швандорф. Центр об'єднання громад Наббург.
Площа — 62,39 км2. Населення становить 6173 ос. (станом на 31 грудня 2020).